# Campionatul European de Volei Feminin din 1963
Campionatul European de Volei Feminin din 1963 a fost a șasea ediție a Campionatului European de Volei organizată de CEV. A fost găzduită de România din 22 octombrie până în 2 noiembrie 1963. Orașele gazdă au fost București, Craiova și Constanța. La turneu au participat 13 echipe naționale și victoria finală a revenit Uniunii Sovietice pentru a cincea oară, a doua oară consecutiv. 

## Echipe
- Austria
- Bulgaria
- Cehoslovacia
- Danemarca
- Iugoslavia
- Țările de Jos
- Polonia
- RDG
- RFG
- România
- Turcia
- Ungaria
- Uniunea Sovietică

## Componența grupelor
| Grupa A - Bulgaria - Turcia - Uniunea Sovietică | Grupa B - Austria - RDG - România | Grupa C - Cehoslovacia - Danemarca - Țările de Jos - Ungaria | Grupa D - RFG - Iugoslavia - Polonia |

## Faza preliminară

### Grupa A -București

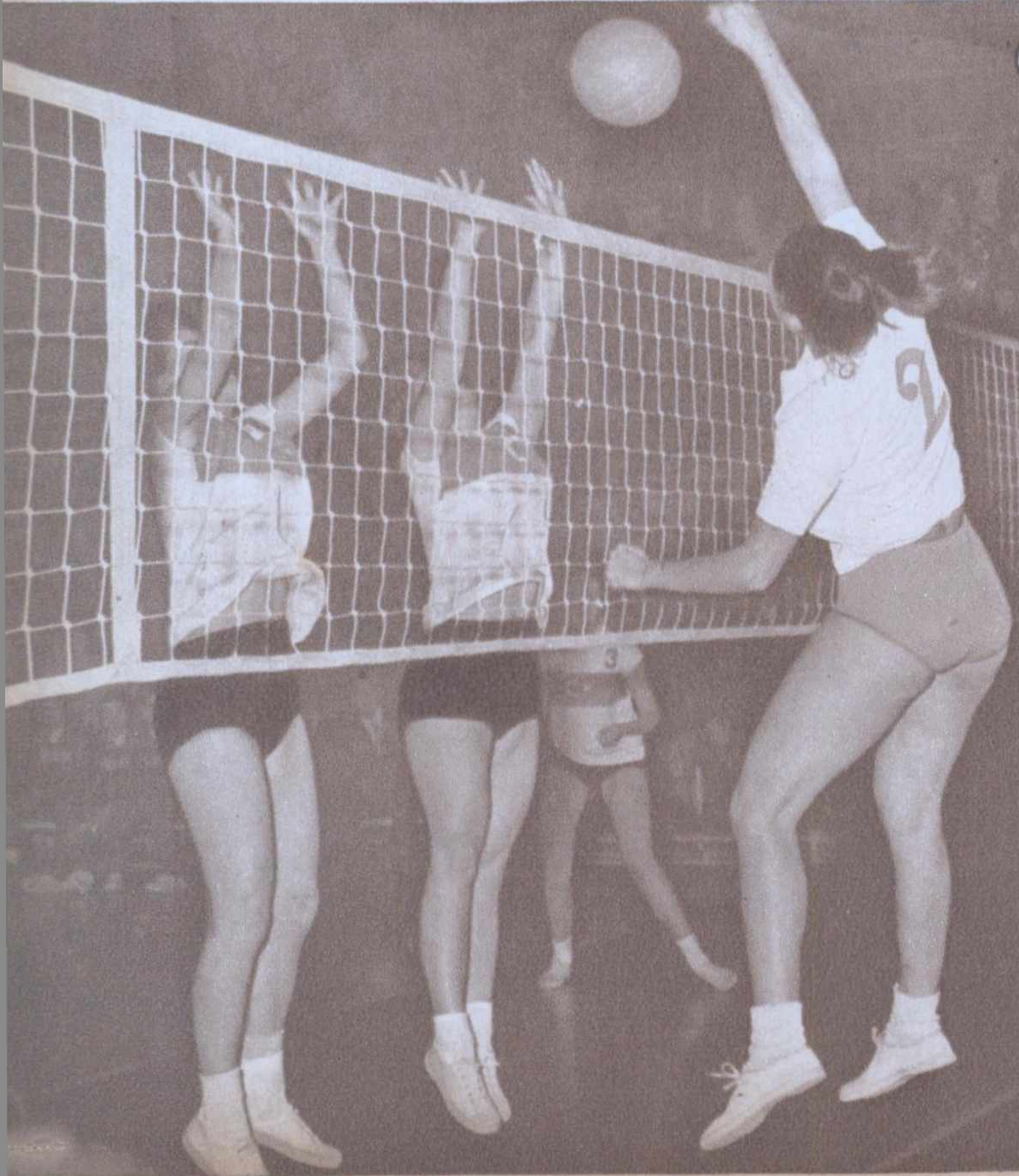
Bulgaria - Turcia

| L | Echipa            | P | M | V | Î | SC | SP | Ratio | PP | PÎ | Ratio |
| - | ----------------- | - | - | - | - | -- | -- | ----- | -- | -- | ----- |
| 1 | Uniunea Sovietică | 4 | 2 | 2 | 0 | 6  | 0  | MAX   | 90 | 31 | 2,903 |
| 2 | Bulgaria          | 3 | 2 | 1 | 1 | 3  | 3  | 1,000 | 72 | 52 | 1,385 |
| 3 | Turcia            | 2 | 2 | 0 | 2 | 0  | 6  | 0,000 | 11 | 90 | 0,122 |

### Grupa B -Craiova
| L | Echipa        | P | M | V | Î | SC | SP | Ratio | PP  | PÎ  | Ratio |
| - | ------------- | - | - | - | - | -- | -- | ----- | --- | --- | ----- |
| 1 | Cehoslovacia  | 6 | 3 | 3 | 0 | 9  | 2  | 4,500 | 160 | 107 | 1,495 |
| 2 | Ungaria       | 5 | 3 | 2 | 1 | 7  | 3  | 2,333 | 133 | 98  | 1,357 |
| 3 | Țările de Jos | 4 | 3 | 1 | 2 | 4  | 6  | 0,667 | 134 | 110 | 1,218 |
| 4 | Danemarca     | 3 | 3 | 0 | 3 | 0  | 9  | 0,000 | 23  | 135 | 0,170 |

### Grupa C -Constanța
| L | Echipa     | P | M | V | Î | SC | SP | Ratio | PP | PÎ  | Ratio |
| - | ---------- | - | - | - | - | -- | -- | ----- | -- | --- | ----- |
| 1 | Polonia    | 4 | 2 | 2 | 0 | 6  | 0  | MAX   | 90 | 37  | 2,432 |
| 2 | Iugoslavia | 3 | 2 | 1 | 1 | 3  | 4  | 0,750 | 84 | 87  | 0,966 |
| 3 | RFG        | 2 | 2 | 0 | 2 | 1  | 6  | 0,167 | 54 | 104 | 0,519 |

### Grupa D -Constanța

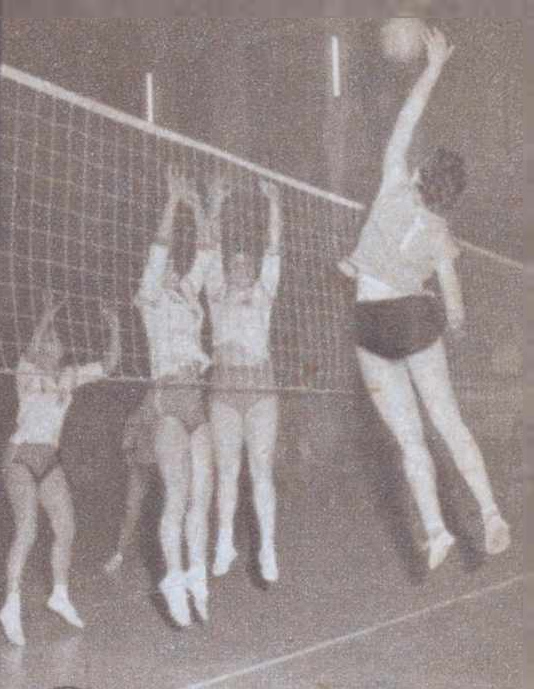
România - Austria

| L | Echipa  | P | M | V | Î | SC | SP | Ratio | PP  | PÎ | Ratio |
| - | ------- | - | - | - | - | -- | -- | ----- | --- | -- | ----- |
| 1 | România | 4 | 2 | 2 | 0 | 6  | 1  | 6,000 | 106 | 48 | 2,208 |
| 2 | RFG     | 3 | 2 | 1 | 1 | 4  | 3  | 1,333 | 90  | 62 | 1,452 |
| 3 | Austria | 2 | 2 | 0 | 2 | 0  | 6  | 0,000 | 4   | 90 | 0,044 |

## Faza finală

### Grupa pentru locurile 9-13
| L  | Echipa        | P | M | V | Î | SC | SP | Ratio | PP  | PÎ  | Ratio |
| -- | ------------- | - | - | - | - | -- | -- | ----- | --- | --- | ----- |
| 9  | Țările de Jos | 8 | 4 | 4 | 0 | 12 | 0  | MAX   | 180 | 49  | 3,673 |
| 10 | Turcia        | 7 | 4 | 3 | 1 | 9  | 4  | 2,250 | 176 | 120 | 1,467 |
| 11 | RFG           | 4 | 4 | 2 | 2 | 7  | 6  | 1,167 | 160 | 145 | 1,103 |
| 12 | Austria       | 5 | 4 | 1 | 3 | 3  | 11 | 0,273 | 100 | 197 | 0,508 |
| 13 | Danemarca     | 4 | 4 | 0 | 4 | 2  | 12 | 0,167 | 97  | 202 | 0,480 |

### Grupa pentru locurile 1-8
| L | Echipa            | P  | M | V | Î | SC | SP | Ratio  | PP  | PÎ  | Ratio |
| - | ----------------- | -- | - | - | - | -- | -- | ------ | --- | --- | ----- |
| 1 | Uniunea Sovietică | 14 | 7 | 7 | 0 | 21 | 2  | 10,500 | 338 | 149 | 2,268 |
| 2 | Polonia           | 13 | 7 | 6 | 1 | 20 | 8  | 2,500  | 378 | 294 | 1,268 |
| 3 | România           | 12 | 7 | 5 | 2 | 15 | 10 | 1,500  | 302 | 305 | 0,990 |
| 4 | Bulgaria          | 11 | 7 | 4 | 3 | 15 | 9  | 1,667  | 299 | 270 | 1,107 |
| 5 | RDG               | 10 | 7 | 3 | 4 | 13 | 16 | 0,812  | 322 | 335 | 1,000 |
| 6 | Cehoslovacia      | 8  | 7 | 2 | 5 | 9  | 16 | 0,562  | 264 | 316 | 0,867 |
| 7 | Ungaria           | 8  | 7 | 1 | 6 | 6  | 20 | 0,300  | 270 | 365 | 0,740 |
| 8 | Iugoslavia        | 7  | 7 | 0 | 7 | 3  | 21 | 0,143  | 218 | 357 | 0,611 |

## Clasamentul final

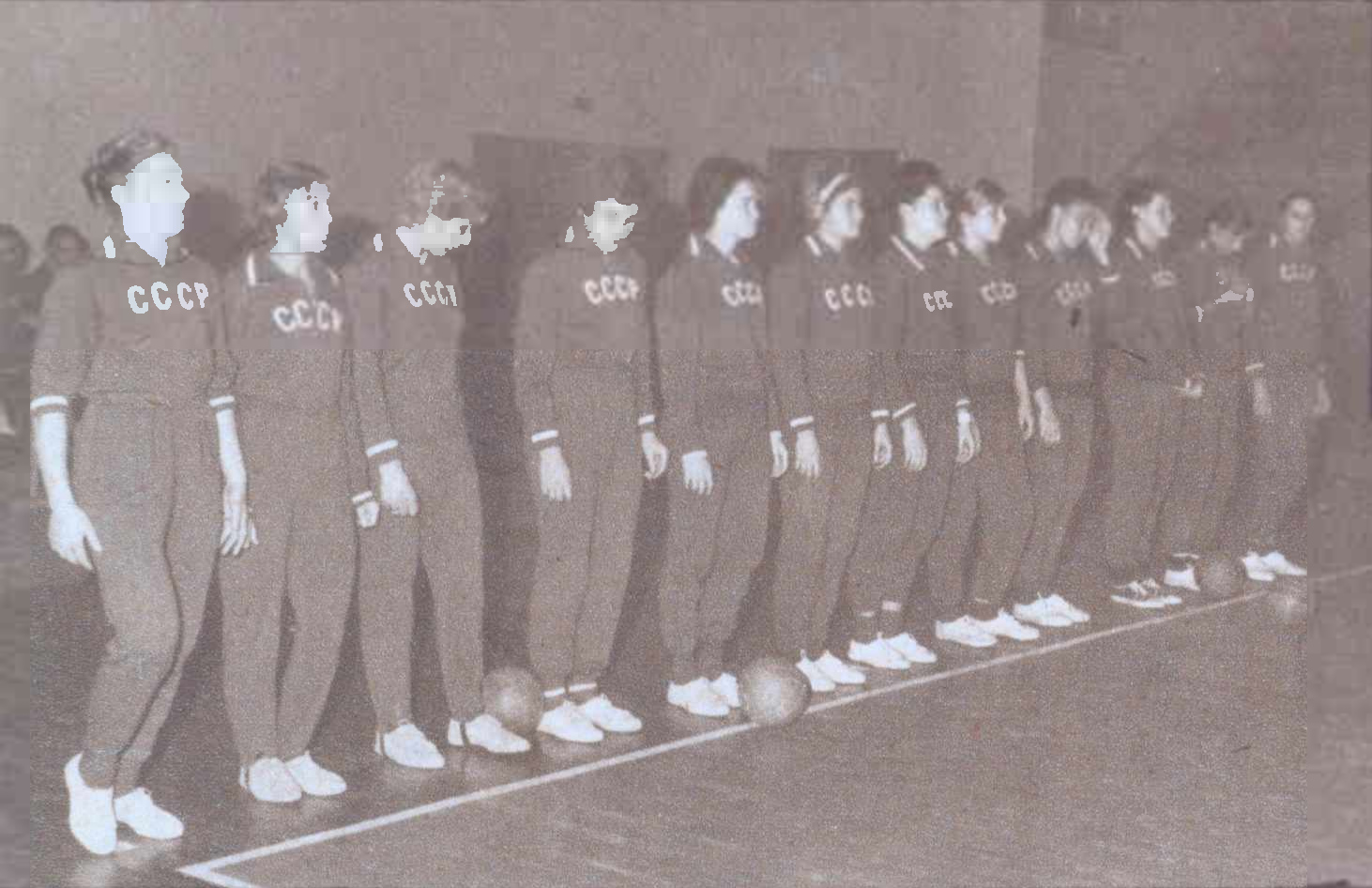
Echipa Uniunii Sovietice a câștigat titlul

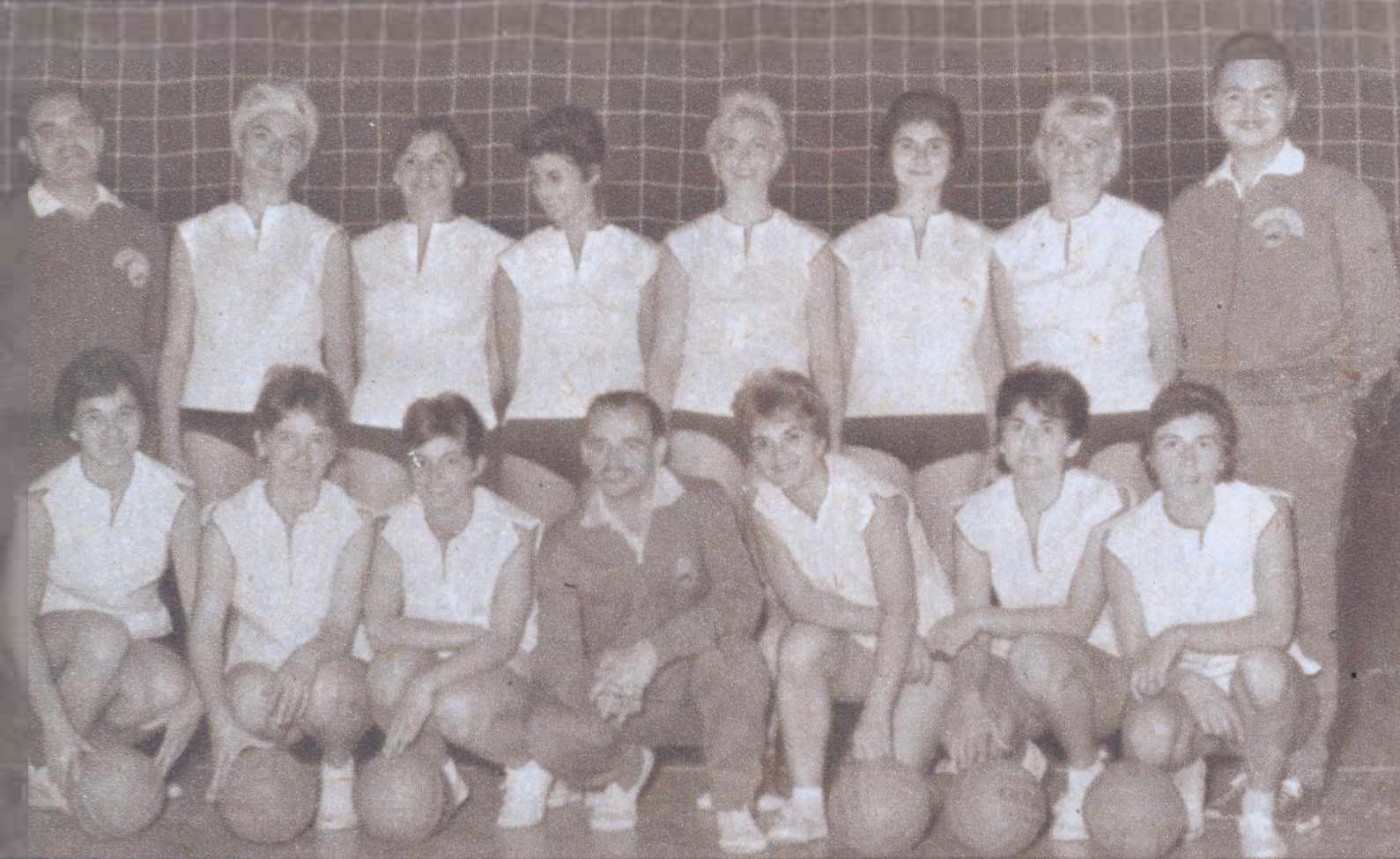
Echipa României s-a clasat pe lovul III

| Loc | Echipă            |
| --- | ----------------- |
| 1   | Uniunea Sovietică |
| 2   | Polonia           |
| 3   | România           |
| 4   | Bulgaria          |
| 5   | RDG               |
| 6   | Cehoslovacia      |
| 7   | Ungaria           |
| 8   | Iugoslavia        |
| 9   | Țările de Jos     |
| 10  | Turcia            |
| 11  | RFG               |
| 12  | Austria           |
| 13  | Danemarca         |

| Campionatul European de Volei feminin din 1963 Uniunea Sovietică Al cincilea titlu |

## Medaliați
| Campioană Uniunea Sovietică | Lidia Aleksandrova, Galina Cesnokova, Valentina Kameniok, Marita Katușeva, Alisa Krașeninnikova, Ninel Lukanina, Liudmila Mihailovskaia, Valentina Mișak, Inna Rîskal, Antonina Rîjova, Tatiana Roșcina, Tamara Tihonina |

| Vicecampioană Polonia | Krystyna Czajkowska, Jadwiga Domańska, Maria Golimowska, Krystyna Jakubowska, Danuta Kordaczuk, Krystyna Krupa, Ewa Kuźmińska, Józefa Ledwig, Jadwiga Książek, Maria Śliwka, Zofia Szcześniewska, Lidia Żmuda |

| Locul 3 România | Alexandrina Chezan, Sonia Colceriu, Ileana Enculescu, Elisabeta Goloșie, Doina Ivănescu, Viorica Mirion, Ana Mocanu, Cornelia Moraru, Doina Popescu, Natalia Todorovschi, Lia Vanea, Elena Verdeș Antrenor principal: Nicolae Murafa |

## Legături externe
Materiale media legate de Campionatul European de Volei Feminin din 1963 la Wikimedia Commons